# Samstagabendshow
Eine Samstagabendshow, auch Sonnabendabendshow ist eine Unterhaltungssendung im deutschsprachigen Fernsehen, die samstags, in der Regel ab 20:15 Uhr, ausgestrahlt wird. Sie zeichnet sich vor allem dadurch aus, dass sie live übertragen wird. Im engeren Sinne handelt es sich um Sendungen, die sich in ihrer klassischen Form inhaltlich an ein größeres Publikum unterschiedlicher Bildungsschichten und Altersgruppen richten und so im Idealfall eine hohe Zuschauerzahl für sich gewinnen können. Seit den ersten großen Samstagabendshows Ende der 1950er Jahre erlebte das Sendeformat bis Anfang der 1980er Jahre seine Blütezeit und brachte regelrechte Straßenfeger hervor, gelegentlich mit Zuschauerquoten von 80 %. Dem Anspruch folgend, möglichst viele, unterschiedliche Zuschauerinteressen gleichzeitig zu bedienen, sind typische Bestandteile einer solchen Sendung das abendfüllende Nebeneinander von Spielelementen, Musikauftritten und Gesprächsrunden.

## Vorläufer
Der „Urvater“ der Samstagabendshows war 1:0 für Sie mit Peter Frankenfeld. Die Sendung wurde noch um 20 Uhr ausgestrahlt. Ihr folgte, gleichfalls mit Peter Frankenfeld als Moderator, ursprünglich anlässlich der Einführung der Postleitzahlen, die Sendung Vergißmeinnicht, wobei diese Sendung zwar vom Format her einer Samstagabendshow entsprach, jedoch am Donnerstag ausgestrahlt wurde. Ähnliches gilt für Dalli Dalli mit Hans Rosenthal; zuerst wurde die Sendung am Donnerstag, dann am Samstag und zum Schluss wieder am Donnerstag ausgestrahlt. Ebenfalls sehr erfolgreich, aber ebenfalls zunächst donnerstags, war die Sendung Der goldene Schuß mit Lou van Burg.

## Geschichte
Die bedeutende Epoche der Samstagabendshows begann 1964 mit Einer wird gewinnen unter der Moderation von Hans-Joachim Kulenkampff. Ihr folgten vor allem die Rudi Carrell Show, die Peter-Alexander-Show, Am laufenden Band, Wetten, dass..?, Die verflixte 7, Musik ist Trumpf, Verstehen Sie Spaß? und Laß Dich überraschen. Joachim Fuchsberger moderierte Der heiße Draht und Auf Los geht’s los. Daneben gab es weitere Shows, die oft wegen nur geringer Einschaltquoten keine lange Ausstrahlungsdauer hatten.
In einer Fernsehlandschaft mit einer überschaubaren Anzahl von Fernsehsendern (und überwiegend nur einem Fernsehgerät pro Haushalt) gingen die Programmverantwortlichen davon aus, dass sich am Samstagabend die gesamte Familie gemeinsam eine Sendung ansah und schufen mit der Samstagabendshow ein Format mit generationenübergreifender Ausrichtung. Auch wurde versucht, mehrere Bildungsschichten gleichzeitig anzusprechen. Die „Showacts“ der klassischen Samstagabendshow waren daher höchst vielfältig und vereinten nicht selten unterschiedliche Stilrichtungen wie Volks- mit Popmusik. Gelegentlich wurden auch Auszüge aus Opern und Operetten dargeboten. Ähnlich verhielt es sich in Shows mit Spielelementen und/oder Gesprächsrunden, zu denen man „Publikumslieblinge“ aus mehreren Alters- bzw. Zielgruppen einlud.
Viele der klassischen Samstagabendshows wurden zudem als Eurovisionssendungen in Kooperation mit dem ORF und der SRG produziert. Damit einhergehend war ein tourneeartiger Wechsel der Produktionsorte, bei dem im Laufe eines Jahres verschiedene Stadt- und Messehallen in Deutschland, in Österreich und der Schweiz sowie in Westberlin oder Südtirol bedient wurden. Bis auf kurze regionale Fenster, meist zu Beginn einer Sendung, hatte der Wechsel der Übertragungsorte allerdings kaum Einfluss auf den Inhalt der Shows und war lediglich Ergebnis ihrer länderübergreifenden Finanzierung. Eine Ausnahme blieb hier Wetten, dass..?, bei der der Lokalfaktor in Form von Saal- und Stadtwetten gezielt in die Sendungen eingebaut wurde.
Die beiden großen Samstagabendshows des DDR-Fernsehens verzichteten dagegen weitgehend auf einen landesweiten Wechsel der Produktionsorte: Die Sendung Da liegt Musike drin wurde ausschließlich in Leipzig produziert; Ein Kessel Buntes hatte mit dem Friedrichstadt-Palast und dem Palast der Republik seine eigentliche Heimat in Ost-Berlin, nur vereinzelte Ausgaben wurden als Gastspiele aus anderen Städten wie Dresden oder Gera gesendet.

## Heutige Situation
Die Veränderungen der Fernsehlandschaft in den letzten Jahrzehnten haben das Format der klassischen Samstagabendshow fast verschwinden lassen. Die Gründe hierfür sind eine größere Dichte von Fernsehgeräten und das Aufkommen von Privat- und Spartensendern sowie diversen Streaminganbietern. Vor dem Hintergrund dieser Entwicklung ist das Phänomen des traditionellen, gemeinsamen Fernsehabends der ganzen Familie heute nur noch die Ausnahme. Zudem bedeutet die Erweiterung des Programmangebotes am Samstagabend auch ein Nebeneinander mehrerer gleichzeitig ausgestrahlter Casting-, Ranking- und Quizshows, wodurch der Charakter der einen, großen Samstagabendshow als Publikumsmagnet verloren gegangen ist. Das Fernsehen ist nicht mehr das einzige elektronische audiovisuelle Unterhaltungsmedium und hat mit PC, Internet und Heimkino ein Konkurrenzfeld erhalten.
Zeitlich beginnt der Bedeutungsverlust der klassischen Samstagabendshow mit der flächendeckenden Verbreitung des Privatfernsehens ab Anfang der 1990er Jahre. Formate wie Traumhochzeit, Tut er’s oder tut er es nicht? oder Die 100.000 Mark Show griffen Elemente der öffentlich-rechtlichen Samstagabendshows auf und nahmen ihren Vorbildern damit die vormalige Alleinstellung. Zudem wechselten mit beliebten Showmastern wie Thomas Gottschalk oder Rudi Carrell eine Reihe von bisherigen Galionsfiguren zu den seinerzeit boomenden Privatsendern. Sendungen wie Nase vorn oder das frühere Flaggschiff des DDR-Fernsehens, Ein Kessel Buntes, fanden im vergrößerten Programmangebot nicht mehr die Gunst des Publikums und wurden mangels Quote eingestellt.
Als klassische Samstagabendshows mit generationsübergreifender Ausrichtung konnten sich im öffentlich-rechtlichen Fernsehen nur Wetten, dass..? und Verstehen Sie Spaß? langfristiger behaupten. Das Verschwinden des gemeinsamen Fernsehabends der ganzen Familie führte in der Tendenz dazu, dass Showformate auf dem sonnabendlichen Sendeplatz nun weniger universell ausgerichtet waren und sich an kleinere Zielgruppen richteten. Ein Beispiel war der seit 1981 zunächst nur vom ORF produzierte Musikantenstadl, der im Zusammenhang mit dieser Entwicklung zur Eurovisions-Sendung und schließlich auch in Deutschland bundesweit als Samstagabendshow ausgestrahlt wurde. Wie die Fernsehlandschaft insgesamt, differenzierte sich auch das Format der Samstagabendshow weiter aus und spezialisierte sich jeweils nur auf einen Teil des Publikums.
Aktuell gibt es so nur noch wenige Samstagabendshows mit der Reichweite früherer Jahrzehnte. Verhältnismäßig neu war die Samstagabendshow Schlag den Raab (2006–2015), die mit Marktanteilen von 30 % an klassische Shows anknüpfen konnte und mit teilweise über fünf Stunden Laufzeit sogar länger als traditionelle Sendungen ging. Genau wie vergleichbare Formate im werbefinanzierten Fernsehen verzichtete Schlag den Raab allerdings auf den zusätzlichen Kostenfaktor einer Roadshow. Stattdessen wurden die Shows jeweils im gleichen Studiokomplex der Firma Brainpool in Köln-Mülheim produziert. Eine Neuerung, der in jüngster Zeit auch gebührenfinanzierte Sender wie der SWR gefolgt sind und Sendungen wie Verstehen Sie Spaß? nun ebenfalls en bloc in einem festen Studio produzieren lassen.

## Aktuelle Samstagabendshows
- Verstehen Sie Spaß?, seit 1980
- Die Feste mit Florian Silbereisen, seit 1994
- Frag doch mal die Maus, seit 2006
- Schlag den Star, seit 2009
- Klein gegen Groß – Das unglaubliche Duell, seit 2011
- Der Quiz-Champion, seit 2013
- Wer weiß denn sowas? XXL, seit 2015
- Gefragt – Gejagt XXL, seit 2016
- Denn sie wissen nicht, was passiert, seit 2018
- The Masked Singer, seit 2019
- Die Giovanni Zarrella Show, seit 2021

## Ehemalige Samstagabendshows (Auswahl)
- Einer wird gewinnen, 1964–1987 (mit Unterbrechungen), 1998, 2014
- Rudi Carrell Show, 1965–1973 (in den Niederlanden zusätzlich von 1961–1968)
- Peter-Alexander-Show, 1969–1996
- Wünsch dir was, 1969–1972
- Ein Kessel Buntes, 1972–1992
- Der heiße Draht, 1973–1975
- Am laufenden Band, 1974–1979
- Musik ist Trumpf, 1975–1981
- Auf Los geht’s los, 1977–1986
- Musikantenstadl, 1981–2015
- Wetten, dass..?, 1981–2014, 2021–2023
- Die verflixte 7, 1984–1987
- Vier gegen Willi, 1986–1989
- Nase vorn, 1988–1990
- Die Rudi Carrell Show – Laß Dich überraschen, 1988–1992
- Flitterabend, 1988–1995
- Geld oder Liebe, 1989–2001
- Benissimo, 1992–2012
- Traumhochzeit, 1992–2000, 2008, 2012–2013
- Die 100.000 Mark Show, 1993–2000, 2008, 2022–2023
- Willkommen bei Carmen Nebel, 2004–2021
- Schlag den Raab, 2006–2015
- Da kommst Du nie drauf!, 2017–2023